# 3歳児健診
3歳児健診（さんさいじけんしん）は、乳幼児の健康や発育・発達の定期的な健康診断の中で、1歳6ヵ月健診の次に行う健診のことである。正式には、3歳児健康診査という。

## 概要
- 小学校就学直前の就学時健康診断を除くと、その最後になるものである。対象は、3歳1ヵ月から4歳未満児である。
- 実施場所は、自治体により、保健所（福祉保健センター）、母子保健センターなどになる。
- 健診の内容は、幼児期後半の発育として重要なことばの理解や会話の発達状況から、医師による問診、身体計測、視力、聴覚検査、検尿で、他に希望により、子育て相談、歯科健診、栄養相談、フッ素塗布なども行われ、母子手帳を持参する。もし発達上の問題が見つかった場合は、地域の相談センター（たとえば、児童相談所）や医療機関への紹介の手続き行うこととなる[2][3]。

## 健診の歴史
- 1937年（昭和12年）- 保健所法が制定され、｢妊産婦及び乳幼児 の衛生に関する事項｣により保健所における乳幼児保健指導が開始される。
- 1942年（昭和17年）7月13日 - 厚生省令第35条により「妊産婦手帳規定」が制定・施行され妊娠した者の届け出を義務づけ、その者に「妊産婦手帳」が交付される。最低3回（妊婦届，妊娠5～6か月頃，妊娠9 か月頃）の診察（妊婦健診）が奨励される[4]。
- 1943年（昭和18年） - 「妊産婦保健指導指針」において、産後の2回（産後2か月と6か月）の診察が追加される。
- 1947年（昭和22年）12月 - 児童福祉法が公布[5]、母子衛生行政も同法に位置づけられる。「妊産婦手帳」は｢母子手帳｣と改名される。
- 1948年（昭和23年） - 都道府県の保健所で乳幼児健診が開始される。
- 1961年（昭和36年） - 3歳児健康診査制度が創設され、保健所での3歳児健診が開始される。
- 1963年（昭和38年） - 3歳児健康診査に精密健診が追加される。
- 1965年（昭和40年） - 母子保健法の公布（児童福祉法から独立）で、それまでの児童と妊産婦を対象とする母子保健から、さらに対象を広め妊産婦になる前段階の女性の健康管理を含めた母子の一貫した総合的な母子保健対策として推進されることとなる。また、｢母子手帳｣は「母子健康手帳」と改名される。
- 1990年（平成2年） - 3歳児健診への視聴覚検査が追加される。
- 1994年（平成6年） - 保健所法が改正され地域保健法に名称が変更される[6]。この法律の実施により、母子保健サービスの提供主体が原則として市町村に一元化され、一般的な栄養指導も市町村に移譲される等、保健サービスについて市町村への権限移譲が進む。
- 1997年（平成9年）4月 - 母子保健法が改正され、乳幼児健診事業の実施主体が市町村となる。
- 2015年 - 「健やか親子21（第2次）」では、乳幼児健診事業の評価指標が定められるとともに、評価指標の一部を乳幼児健診の必須問診項目に設定し、母子保健課調査として毎年度把握されることとなる[7] 。